# Thaise voetmassage
Thaise voetmassage is een alternatieve geneeswijze die het natuurlijk genezingsproces en de energiedoorstroming van het lichaam zou activeren. 
Bij Thaise voetmassage worden de drukpunten op de voetzool met een massagestokje gestimuleerd. Een van de voornaamste doelen van deze vorm van voetmassage is vermindering van spanning op lichamelijk en psychisch gebied. Het verbetert de doorbloeding, activeert de organen en stimuleert de zenuwbanen..
De Thaise voetmassage wordt opgebouwd met wrijfbewegingen over de gehele voet om de voet op te warmen, daarna volgen lichte knedingen en acupressuur. De organen van de mens zoals hart, longen, maag, darmen en nieren zijn in de vorm van meridianen terug te vinden op de voetzool. De voetzoel wordt in deze visie gezien als de spiegel van het lichaam. Door acupressuur met een massagestokje uit te oefenen op bepaalde punten van de voetzool worden de organen gestimuleerd. Deze massage wordt vaak als aangenaam ervaren. Sommige mensen voelen tintelingen en prikkels. In sommige gevallen kan een (lichte) pijnprikkel voelbaar zijn dit zou wijzen op een blokkade van de energiestroom. Door deze punten zacht aan te drukken en te masseren zou een blokkade kunnen worden verminderd of opgeheven. 
Voetmassage wordt verondersteld het lichaam tot rust te brengen en de delen die door stress uit balans zijn geraakt van voldoende bloed en energie te voorzien. Doordat in deze visie het lichaam tijdens een voetmassage volledig gestimuleerd wordt zouden er afvalstoffen vrijkomen, wat emoties los zou kunnen maken.